# Those Who Can't
Those Who Can't es una serie de televisión estadounidense que se estrenó el 11 de febrero de 2016 en truTV. El 1 de diciembre de 2015 fue renovado para una segunda temporada de 12 episodios antes de su primera emisión.
El 5 de enero de 2017, truTV renovó la serie para una tercera temporada de 13 episodios.

## Sinopsis
Hay profesores quienes nos inspiran, nos iluminan, y nos desafían.
Pero estos profesores no son de aquel tipo.

## Elenco y personajes

### Principales
- Adam Clayton-Holland como Loren Payton.
- Andrew Overdhal como Andy Fairbell.
- Ben Roy como Billy Shoemaker.
- Maria Thayer como Abbey Logan.
- Rory Scovel como el director Geoffrey Quinn.

### Recurrentes
- Sonya Eddy como Tammy.
- Kyle Kinane como Rod Knorr.

### Invitados
- Sarah Michelle Gellar como Gwen Stephanie.
- Susie Essman
- T. J. Miller como Jake.
- Peter Stormare
- Mark Hoppus
- Michael Madsen
- Cheri Oteri
- Libe Barer
- Will Sasso

## Episodios
| Temporada | Temporada | Episodios | Emisión original      | Emisión original       | Emisión en Latinoamérica | Emisión en Latinoamérica |
| Temporada | Temporada | Episodios | Inicio                | Final                  | Inicio                   | Final                    |
| --------- | --------- | --------- | --------------------- | ---------------------- | ------------------------ | ------------------------ |
|           | 1         | 10        | 11 de febrero de 2016 | 14 de abril de 2016    | 3 de abril de 2016       | 2016                     |
|           | 2         | 12        | 6 de octubre de 2016  | 8 de diciembre de 2016 | 12 de junio de 2017      | 2017                     |
|           | 3         | 13        | 14 de enero de 2019   | 8 de abril de 2019     | —                        | —                        |

| N.º (serie) | N.º (temp.) | Título                          | Director            | Guionista(s)                                    | Emisión original      | Audiencia (en millones) |
| ----------- | ----------- | ------------------------------- | ------------------- | ----------------------------------------------- | --------------------- | ----------------------- |
| 1           | 1           | «The Boys Are Coming Together»  | Evan Nix & Adam Nix | Adam Cayton-Holland & Andrew Orvedahl & Ben Roy | 11 de febrero de 2016 | 0.444                   |
| 2           | 2           | «Oof, Nut City»                 | Fred Goss           | Andrew Orvedahl                                 | 11 de febrero de 2016 | 0.317                   |
| 3           | 3           | «Lady and the Skamp»            | Peter Lauer         | Ben Roy                                         | 18 de febrero de 2016 | 0.351                   |
| 4           | 4           | «The Fairbell Tape»             | Roger Kumble        | Dean Lorey                                      | 25 de febrero de 2016 | 0.293                   |
| 5           | 5           | «Of Lice and Men»               | Fred Goss           | Adam Cayton-Holland                             | 3 de marzo de 2016    | 0.384                   |
| 6           | 6           | «What's Eating Uncle Jake?»     | Evan Nix & Adam Nix | Kate Heckman & Ian McLees                       | 10 de marzo de 2016   | 0.203                   |
| 7           | 7           | «For Whom the Bell's Toll»      | Peter Lauer         | Rodney Barnes                                   | 24 de marzo de 2016   | 0.356                   |
| 8           | 8           | «Wet Dreams May Come»           | Evan Nix & Adam Nix | Joey Slamon                                     | 31 de marzo de 2016   | 0.343                   |
| 9           | 9           | «K-Pop Goes the Weasel»         | Bobcat Goldthwait   | Andrew Orvedahl & Joey Slamon                   | 7 de abril de 2016    | 0.322                   |
| 10          | 10          | «Take a Wonka on the Wild Side» | Bobcat Goldthwait   | Adam Cayton-Holland & Ben Roy                   | 14 de abril de 2016   | 0.309                   |